# Derecho procesal civil (España)
El derecho procesal civil de España es una rama del derecho procesal que regula la actuación ante los tribunales para obtener la tutela de los derechos en asuntos de naturaleza civil o mercantil. La legislación procesal civil española está contenida dentro de la Ley de Enjuiciamiento Civil o LEC.

## Definición
Por ley procesal civil debe entenderse: "la que regula la actividad jurisdiccional en el proceso civil y la que fija, en todos sus aspectos, los presupuestos, el contenido y el efecto de la relación jurídico procesal".
La norma procesal civil más importante viene constituida por la Ley de Enjuiciamiento Civil, aunque la misma no agota toda la materia procesal pues, como luego veremos, existen leyes distintas de la Ley de Enjuiciamiento Civil que contienen preceptos procesales.

## Desarrollo histórico

### Antecedentes remotos
Prescindiendo de antecedentes remotos (como el Fuero Juzgo, el Espéculo, el Fuero Real, las Leyes de Estilo, Las Partidas, las Leyes de Toro y la Nueva y la Novísima Recopilación) y centrándonos en el siglo XIX que es cuando comienza el proceso codificador, cabe señalar que además del Reglamento Provisional para la Administración de Justicia de 26 de septiembre de 1838, la norma que marca un hito en la evolución histórica es la Instrucción del procedimiento civil respecto a la Real Jurisdicción ordinaria de 1853, obra del Magistrado Don José de Castro y Orozco, Marqués de Gerona, a la sazón Ministro de Justicia, conocida también con el nombre de Instrucción del Marqués de Gerona, que modificaba el proceso ordinario.
Las tres ideas cardinales de toda reforma procesal: celeridad, simplificación y economía, inspiran directamente esa obra legislativa. Sus características principales son el incremento de los poderes del Juez, la poda de los incidentes y el acortamiento de los términos. En su propio texto se denunciaban duramente los abusos de la práctica y a sus causantes. Rectamente inspirada, abundando en aciertos, fracasó sobre todo por la con citación de los intereses amenazados. Ya en 18 de mayo de 1854, a los once meses de su promulgación, un Decreto suprimía la vigencia de la famosa Instrucción.

### La Ley de Enjuiciamiento Civil de 1855
Su paso por la historia legislativa no fue del todo infecunda, pues por impulso de la misma se formó una Comisión que redactó ocho bases, cuyo desarrollo se plasmó en la Ley de Enjuiciamiento Civil de 1855.
Según dichas bases, la obra, calificada de "ordenación y compilación de leyes y reglas, había de consistir en "restablecer en toda su fuerza las reglas cardinales de los juicios consignadas en nuestras antiguas leyes", introduciendo las reformas aconsejadas por la ciencia y la experiencia y desterrando todos los abusos de la práctica; en suprimir dilaciones inútiles en la sustanciación; procurar la mayor economía posible; introducir la publicidad en la prueba; la motivación de las sentencias; facilitar el recurso de nulidad, ordenándolo de suerte que fuese uniforme la jurisprudencia de todos los Tribunales; hacer extensiva la observancia de la nueva ley a todos los Tribunales, con independencia de su fuero, que no regulasen su procedimiento por ley especial.
La Exposición de Motivos de la Instrucción decía que: 

"Los litigios y reclamaciones jurídicas son hoy el espanto y la ruina de muchas familias; son un manantial perenne de escándalos, son la muerte de la justicia misma". "El verdadero cáncer de nuestras instituciones judiciarias son las deformaciones ruinosas el despilfarro y desbarajuste de la sustanciación, máquina de guerra asestada contra la fortuna del infeliz litigante, o inmoral juego de suerte o azar, donde frecuentemente triunfa de la razón la malicia, de la legalidad la astucia, de la más sana intención el fraude y la codicia".
Por su parte el Colegio de Abogados de Madrid publicó unas Observaciones en las que se decía:
"Espíritus superficiales, talentos tan limitados como audaces han declarado contra las formas solemnes, lentas y complicadas de los juicios en todos los pueblos modernos y en todos los códigos de procedimiento (vemos) esa ritualidad solemne de los juicios, esas dilaciones, que consideradas por algunos el tormento de los litigantes, viene a ser la principal garantía de la justicia... La seguridad del juicio exige muchas solemnidades, y estas solemnidades, cuanto más se multiplican, requieren más largas dilaciones; por el contrario, cuanto más se apresura el juicio, cuanto más se limitan los plazos, reduciéndolos a los que se reputan en hipótesis general, hipótesis muy falible, como estrictamente necesarios para el ataque y para la defensa, más pierde el juicio en su seguridad, más se merman sus garantías"''.
Es necesario fijarse en el carácter de esta primera Ley de Enjuiciamiento Civil, porque la posterior de 1881 no es otra cosa que una edición reformada de ella. Su carácter venía determinado por el mandato de la primera de las bases que desarrollaba. El legislador se atuvo al derecho histórico nacional, que no era otro que el del proceso romano canónico o común recibido principalmente en las Partidas, sustrayéndose así a la otra "recepción" que dentro del siglo XIX ha tenido lugar en los principales países europeos, principalmente en Italia y Alemania: la de la regulación procesal francesa, caracterizada por los principios de oralidad y de concentración del Code de procedure civile, que a su vez recogía en Francia una tradición nacional.

### La Ley de Enjuiciamiento Civil de 1881
Tras una serie de normas posteriores que fueron modificando la Ley de Enjuiciamiento Civil de 1855 y desarrollando otras dieciocho bases, se dictó la Ley de Enjuiciamiento Civil de 3 de febrero de 1881, en cuya redacción intervino de forma decisiva Manresa, autor además de unos valiosos comentarios a la misma, y que aunque fue promulgada en la época de la codificación (último tercio del siglo XIX) no recibió el nombre de Código, bien por no haber sido redactado bajo la influencia francesa, bien por carecer de la unidad y coherencia propias de su sistema, pues consiste en una "recopilación o compilación" de normas dispersas en varios textos.

#### Estructura
Con un total de 2.182 artículos, se divide en tres libros: 
1. "Disposiciones Comunes a la jurisdicción contenciosa y a la voluntaria.
2. "De la jurisdicción contenciosa".
3. "De la jurisdicción voluntaria".

#### Crítica doctrinal
La doctrina, como regla general, formuló una crítica desfavorable de la misma, poniendo de manifiesto que:
- Carecía de verdaderos principios, pues se basaba en el restablecimiento de las leyes tradicionales, casi medievales. De ahí la máxima abstención procesal del Juez y el máximo señorío del proceso por las partes.
- Existían omisiones (como el olvido de la regulación del procedimiento monitorio) y adiciones innecesarias (como las inhibitorias, al lado de las declinatorias, como doble medio de plantear las cuestiones de competencia territorial).
- Incluía innecesariamente la regulación de la denominada jurisdicción voluntaria, pues su naturaleza jurídica no es propiamente jurisdiccional, siendo materia que en otros países no se incluye dentro de la Ley reguladora del proceso.

La L.E.C. de 1881 fue objeto de numerosas reformas parciales. Entre las más recientes cabe destacar:
- La Ley de 6 de agosto de 1984, que convirtió al juicio de menor cuantía en el juicio tipo, desplazando de esta posición al juicio de mayor cuantía.
- La Ley de 30 de abril de 1992, de Medidas Urgentes de Reforma Procesal que eleva el límite cuantitativo para acceder al recurso de casación por infracción de Ley (seis millones), suprime el error en la apreciación de la prueba, como motivo del recurso de casación, y regula este recurso cuando corresponda su competencia a las Salas de lo Civil y Penal de los Tribunales Superiores de Justicia, entre otras novedades; y
- La Ley de 27 de noviembre de 1997 de Reforma de la Ley de Enjuiciamiento Civil en materia de ejecución.

## Ley de Enjuiciamiento Civil 1/2000
Ley de Enjuiciamiento Civil de España